# Platygaster kui
Platygaster kui är en stekelart som beskrevs av Choi och Peter Neerup Buhl 2006. Platygaster kui ingår i släktet Platygaster och familjen gallmyggesteklar. Inga underarter finns listade i Catalogue of Life.